# Miltiadīs Gouskos
Miltiadīs Gouskos (in greco Μιλτιάδης Γούσκος?; Zante, 1877 – India, 9 luglio 1903) è stato un pesista greco.

## Biografia
Partecipò alle gare di atletica leggera delle prime Olimpiadi moderne che si svolsero ad Atene nel 1896, nel getto del peso, dove arrivò secondo, lanciando 11,03 m.

## Palmarès
| Anno | Manifestazione  | Sede  | Evento         | Risultato | Prestazione | Note |
| ---- | --------------- | ----- | -------------- | --------- | ----------- | ---- |
| 1896 | Giochi olimpici | Atene | Getto del peso | Argento   | 11,03 m     |      |